# 趙俊 (弘治進士)
趙俊（1467年—？年），字克用，四川成都府內江縣人，民籍，明朝政治人物，弘治癸丑進士，官至淮安府知府。

## 生平
四川鄉試第二名，弘治六年（1493年）癸丑科第三甲第一百六十四名進士。初授監察御史，陞直隸淮安府知府。
正德三年（1508年），兵科給事中周鑰至淮安調查公務，與趙俊交好。趙俊答應借千金給周鑰，卻出爾反爾。當時出使官員還京，權閹劉瑾均勒索重賄。周鑰走投無路，乘舟行至桃源，揮刀自刎。從者搶救時，周鑰已口不能言，取紙寫到「趙知府悞我」而死。其事上聞，趙俊被逮捕至京治罪。

## 家族
曾祖趙源；祖父趙士奇；父趙達，母王氏。